# Edward Turczynowicz
Edward Turczynowicz (ur. 1 czerwca 1946 w Olsztynie) – polski adwokat, szachista i działacz sportowy.
Jako adwokat był m.in. pełnomocnikiem i obrońcą Jana Rulewskiego, Michała Bartoszcze, Mariusza Łabentowicza po bydgoskich Wydarzeniach Marcowych 1981, podczas których oddziały milicji i SB brutalnie interweniowały wobec delegatów „Solidarności” w czasie sesji Wojewódzkiej Rady Narodowej w Bydgoszczy.
W czasie swojej kariery działacza sportowego pełnił obowiązki m.in. prezesa Okręgowego Związku Szachowego w Bydgoszczy, prezesa klubu sportowego „Łączność” Bydgoszcz (od 2002) oraz prezesa Kujawsko-Pomorskiego Związku Szachowego (2003–2004). Był również członkiem Zarządu Polskiego Związku Szachowego (1985-1986).
Edward Turczynowicz posiada szachowy tytuł kandydata na mistrza. Prowadzi kancelarię adwokacką w Bydgoszczy. Jego żona, Lidia (z domu Fentzel) była w latach 1967 i 1969 dwukrotną mistrzynią Polski juniorek do lat 20, natomiast córka, Jolanta, czterokrotną medalistką mistrzostw kraju juniorek (dwukrotnie srebrną – 1988, 1990, 1991 oraz brązową – 1987).